# Euclytia flava
Euclytia flava är en tvåvingeart som först beskrevs av Townsend 1891.  Euclytia flava ingår i släktet Euclytia och familjen parasitflugor. Inga underarter finns listade i Catalogue of Life.